# Kroktjärnen (Skorpeds socken, Ångermanland)
Kroktjärnen är en sjö i Örnsköldsviks kommun i Ångermanland och ingår i Nätraåns huvudavrinningsområde. Sjön har en area på 0,229 kvadratkilometer och ligger 308,1 meter över havet.

## Delavrinningsområde
Kroktjärnen ingår i det delavrinningsområde (703941-158555) som SMHI kallar för Utloppet av Kroktjärnen. Medelhöjden är 324 meter över havet och ytan är 1,73 kvadratkilometer. Det finns inga avrinningsområden uppströms utan avrinningsområdet är högsta punkten. Vattendraget som avvattnar avrinningsområdet har biflödesordning 2, vilket innebär att vattnet flödar genom totalt 2 vattendrag innan det når havet efter 93 kilometer. Avrinningsområdet består mestadels av skog (77 procent). Avrinningsområdet har 0,23 kvadratkilometer vattenytor vilket ger det en sjöprocent på 13 procent.